# Storå (Jylland)

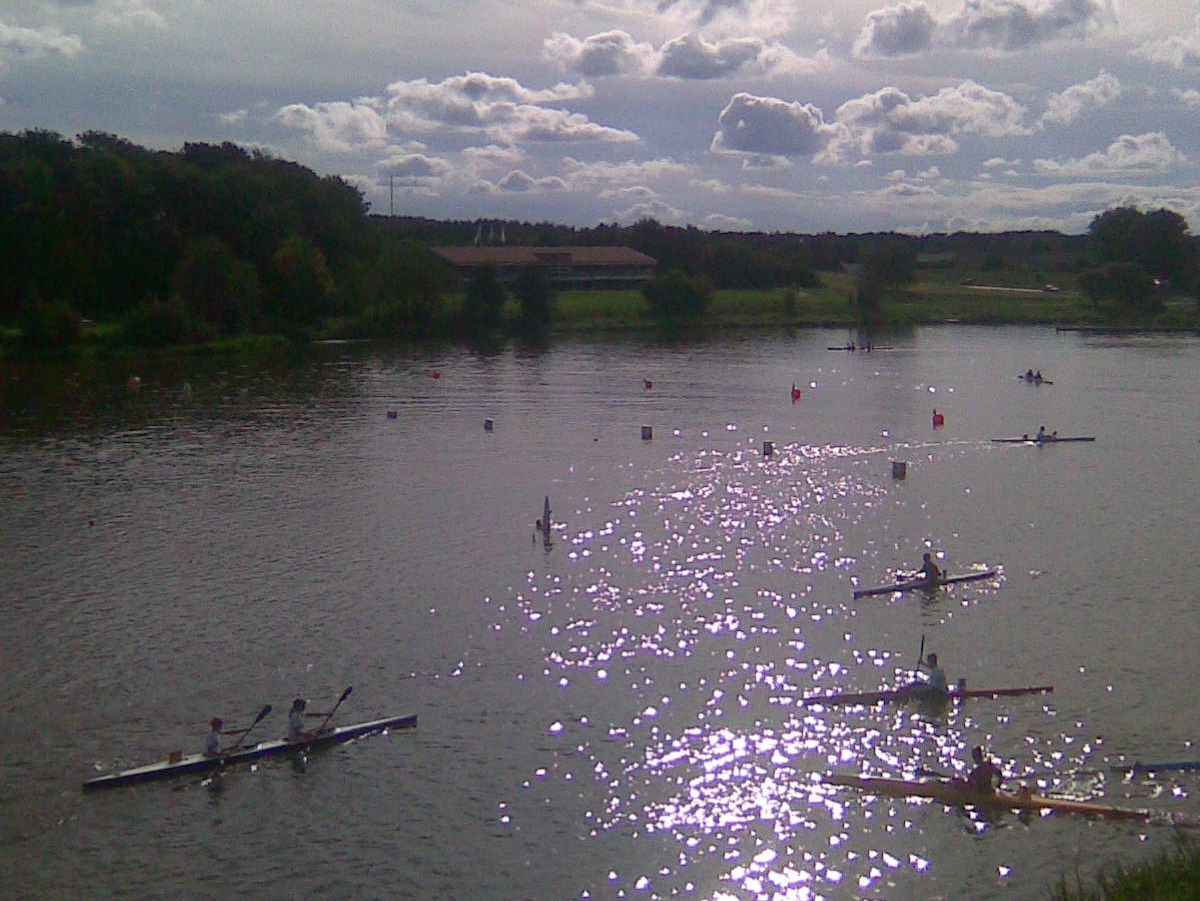
Kanotister på Vandkraftsøen.

Storå är en 86 kilometer lång å på västra Jylland i Danmark. Den har sin källa vid Gludsted Plantage i Ikast-Brande kommun, rinner sedan genom Hernings kommun och mynnar i Felsted Kog, den sydöstra delen av Nissum Fjord i Holstebro kommun. Strax öster om Holstebro är ån uppdämd och bildar den 3 km långa Vandkraftsøen. Dess större tillflöden är Herningsholm Å, Sunds Nørreå, Røjen Bæk, Råsted Lilleå, Tvis Å, Vegen Å, Grydeå och Idom Å.

## Djurliv
Storå har ett rikt fiskbestånd med lax, öring, harr, sik, ål, gädda, abborre och mört. Laxbeståndet har varit hotat, men har sedan 2000 vuxit till sig så att laxfiske förekommer i ån.

## Mänsklig användning
Holstebro vandkraftværk var i drift mellan 1942 och 2011.